# Kádár Zoltán (labdarúgó)
Kádár Zoltán (Uzon, 1966. október 4. – ) romániai magyar labdarúgó, edző.

## Pályafutása

### Játékosként

#### Klubcsapatokban
Kádár az FC Brașov csapatában kezdett el futballozni. 1987 és 1991 között több mint száz román élvonalbeli mérkőzésen lépett pályára az Universitatea Cluj csapatában. 1991-ben szerződtette őt a Dinamo București; a klubbal első idényében román bajnok lett. 1996 tavaszán egy rövid ideig visszatért az Universitatea Cluj csapatához, majd 1996 nyarán Svájcba igazolt a Schaffhausen csapatához. 2000-ben a svájci negyedosztályú Frauenfeld játékos-edzője lett.

#### Válogatottban
Kádár 1991 és 1994 között hét alkalommal lépett pályára a román labdarúgó-válogatottban.

### Edzőként
Kádár edzői pályafutását utánpótlás-edzőként kezdte; 2005 és 2011 között a Winterthur, 2011 és 2012 között pedig a Grasshopper U18-as csapatait edzette. 2012 és 2019 között a Grasshopper és az FC Zürich másodedzője volt. 2020 májusában miután a Grasshopper nem hosszabbította meg Goran Djuricin szerződését, a szezon végéig Kádárt nevezték ki a másodosztályú Grasshopper ideiglenes vezetőedzőjének; Kádár tizenhárom  mérkőzésen irányította a csapatot, hét győzelmet, három döntetlent és három vereséget ért el. A 2020-2021-es szezonra a portugál João Carlos Pereirát nevezték ki az új vezetőedzőnek, Kádár pedig Pereira mögött másodedzőként vállalt szerepet. 2021 májusában Pereira menesztése után megbízott edzőként ismét Kádár vette át az utolsó két bajnoki mérkőzésre a csapat irányítását; a két mérkőzésen egy győzelmet és egy döntetlent ért el a csapat, így a csapat bebiztosította visszajutását a svájci élvonalba. A következő idényre Giorgio Continit nevezték ki vezetőedzőnek, Kádárt pedig a Grasshopper akadémiájának élére nevezték ki. 2022 júniusa óta Raphaël Wicky mögött a BSC Young Boys másodedzője.

## Sikerei, díjai

### Játékosként
- Dinamo București
- Román bajnok: 1991–1992

### Edzőként
- Grasshopper
- Svájci másodosztályú bajnok: 2020–2021